# Giuseppe Ogna
Giuseppe Ogna (5 de novembro de 1933 — 8 de maio de 2010) foi um ciclista italiano que participava em competições de ciclismo de estrada e pista. Foi medalhista de bronze na prova de tandem, conquistada nos Jogos Olímpicos de Melbourne 1956.